# Afrin, Siria
Afrin (عفرين) este un oraș din Guvernoratul Alep, în partea nord-vestică a Siriei. Afrin este și capitala districtului cu același nume, Afrin

## Legături externe
- A photo of the Afrin stele

## Vezi și
- Intervenția militară a Turciei în Afrin (ianuarie 2018–prezent)